# Résolution 478 du Conseil de sécurité des Nations unies
Membres permanents
- Chine
- États-Unis
- France
- Royaume-Uni
- URSS

Membres non permanents
- Allemagne de l'Est
- Bangladesh
- Jamaïque
- Mexico
- Niger
- Norvège
- Philippines
- Portugal
- Tunisie
- Zambie

Résolution no 477 Résolution no 479
La résolution 478 du Conseil de sécurité des Nations unies adoptée le 20 août 1980 demande à Israël de mettre fin à l'occupation de Jérusalem. Elle demande aussi de mettre fin aux modifications du caractère juridique et géographique de la ville. Cette résolution fait suite au non-respect par Israël de la résolution 476 du 30 juin 1980. Une décision condamnant la loi de Jérusalem votée par la Knesset la même année et qui instituait Jérusalem comme capitale « une et indivisible » de l'État d'Israël.

## Texte
Texte en français : Résolution 478 du Conseil de sécurité des Nations unies

## Contexte
Au lendemain de la guerre des Six Jours en 1967, Israël occupe Jérusalem-Est. La réunification de facto de la ville est condamnée par la résolution 252 du Conseil de sécurité. En 1980, le parlement israélien institue Jérusalem comme capitale « une et indivisible », c'est-à-dire comprenant la partie palestinienne, Jérusalem-Est.

## Résolution adoptée
La résolution condamne la loi, affirme qu'elle constitue une violation du droit international et que les lois prises par Israël au sujet du statut de la ville sont nulles et non avenues.  Elle enjoint aux États membres ayant une représentation à Jérusalem de les retirer.
La résolution a été adoptée le 20 août 1980 par 14 voix pour, aucune contre et une abstention (États-Unis).

## Conséquences
Au moment de la résolution, la quinzaine d'États qui avaient leur ambassade à Jérusalem-Ouest l'ont déplacée : la Bolivie, le Chili, la Colombie, le Costa Rica, la République dominicaine, l'Équateur, Salvador, le Guatemala, Haïti, les Pays-Bas, Panama, l'Uruguay et le Venezuela. Le Costa Rica et Salvador l'ont relocalisée à Jérusalem de 1982 à 2006, date à laquelle leur ambassade a été à nouveau relocalisée à Tel-Aviv.
Plusieurs pays disposent d'un consulat général à Jérusalem : parmi eux figurent la France, la Grèce, le Royaume-Uni et les États-Unis.

## Position des États-Unis
Les États-Unis se sont abstenus lors du vote de la résolution 476 et se sont également abstenus lors du vote de la résolution 478. Néanmoins en 1995 le congrès vote le Jerusalem Embassy Act. Il indique que Jérusalem est reconnue comme la capitale de l'État d'Israël et que l'ambassade des États-Unis devrait y être établie. Le 31 mai 1999 est fixé comme date limite. Le congrès fait notamment état d'arguments religieux. Il relève que Jérusalem est le centre spirituel du judaïsme, et que la liberté religieuse y est garantie depuis 1967. Les présidents successifs n'ont pas mis celle-ci en application en se référant à une clause dérogatoire incluse dans la loi. En 2003, le congrès a réaffirmé sa position dans le « Foreign Relations Authorization Act » section 214. 
Les États-Unis sont tenus par les décisions du conseil de sécurité qui ont force de traités jusqu'au 6 décembre 2017, date à laquelle le président américain Donald Trump annonce la reconnaissance de Jérusalem comme capitale d'Israël et son intention d'y déplacer l'ambassade américaine. Cette décision est condamnée par l'Assemblée générale des Nations unies réunie le 21 décembre 2017,.

## Sources
- (de) Cet article est partiellement ou en totalité issu de l’article de Wikipédia en allemand intitulé « Resolution 478 des UN-Sicherheitsrates » (voir la liste des auteurs).